# Art Crawl
Art Crawl es el octavo episodio de la primera temporada de la serie animada de TV Bob's Burgers. Se emitió originalmente por Fox en Estados Unidos el 20 de marzo de 2011.
Fue escrito por Lizzie Molyneux & Wendy Molyneux y dirigido por Kyounghee Lim. Recibió críticas positivas por la interacción de personajes, bromas y argumento. De acuerdo a las mediciones de audiencia, fue visto por 4,43 millones de hogares en su emisión original. Cuenta con actuaciones invitadas de Andy Kindler, Jerry Minor, Megan Mullally, Larry Murphy, Sam Seder, Laura Silverman y Sarah Silverman.

## Argumento
Bob y sus hijos pasean por la muestra anual de arte de la ciudad criticando las pinturas para evitar a Gayle (Megan Mullally), la frágil hermana de Linda, que está colgando sus cuadros en el restaurante. Louise se sorprende cuando alguien compra una pintura en una tienda que odia y es desterrada por la anciana pareja directora de la muestra, Edith y Harold (Larry Murphy y Sam Seder). Bob y los chicos vuelven a casa y descubren que la inspiración de Gayle para pintar ha sido el ano de los animales.
Bob se preocupa pensando que perderá clientes por las pinturas pero Linda quiere que Gayle esté feliz con su arte que luego será quitado una vez que termine la muestra en unos pocos días. Louise opina que las pinturas de la feria son malas, coloca un puesto de arte afuera del restaurante y fuerza a sus hermanos a pintar arte 'basura' para obtener dinero fácil. Veintisiete minutos después, Gene completa el cuadro por el que tanto trabajó en el que un robot ninja pelea contra una grabadora vampiro en Stonehenge con su amigo albino y Tina hace lo suyo pintando a su dentista desnudo. Aunque a Louise no le gustan, luego acepta dejarlos pintar en forma realista y Gene debe cortarse una de sus orejas tal como lo hizo Vincent van Gogh. Por suerte Bob interrumpe el corte y cuelga las pinturas de los chicos para reemplazar los anos sabiendo que a Linda le gustará el trabajo artístico de los chicos. Bob se dirige a Gayle para decirle por qué sacó los cuadros cuando llegan Edith y Harold a prohibirle que exhiba las pinturas de anos dado que son ofensivos; esto hace que Bob cambie de opinión y los ahuyente utilizando los cuadros. Luego declara que el suyo será un 'restaurante de anos' al colgarlos nuevamente y pidiendo a Gayle que pinte más. Mientras tanto, la venta de Louise no va nada bien y reemplaza a Gene y Tina con sus compañeros Red y los mellizos Andy y Ollie Pesto (Laura y Sarah Silverman). Edith y Harold continúan protestando y Bob les dice que serán una instalación permanente.
A la mañana siguiente Bob descubre que han pintado ropa interior rosa sobre los anos y culpa a Edith por vandalismo. El negocio de Louise tiene éxito pero se vuelve autoritaria y comienza a mandonear a los chicos; en eso ve que Bob entra a la tienda de Edith y Harold que funciona como cabecera de la feria y lo acompaña para descubrir que Tina y Gene están aprendiendo a pintar. Bob exige una disculpa pero Edith y Harold no comprenden lo que sucede haciendo que aquel pinte anos (en realidad puntos negros) en los cuadros ajenos. Luego es arrestado por las oficiales Julia y Cliffany por pintarrajear la propiedad de Edith pero se revela que fue Linda la que censuró las pinturas. Explica que tuvo alucinaciones frecuentes con anos de animales (una parodia del segmento de los elefantes rosados de la película Dumbo) y por eso les pintó la ropa interior rosa. Aunque la verdad salió a la luz Bob aún tiene que pagar por su vandalismo; allí Louise se hace cargo con el dinero que ganó de su feria. Las oficiales y los ancianos se marchan mientras que Gayle, para sorpresa de la familia, modifica sus pinturas añadiéndoles senos.
El episodio finaliza con Andy y Ollie de noche solos en el puesto de Louise. Cuando acuerdan que uno de los dos debe irse, llega Louise y vuelven rápidamente a pintar.

## Recepción
En su emisión original en Estados Unidos, "Art Crawl" fue visto por un estimado de 4,43 millones de hogares y recibió una medición de 2.2/6% del share en adultos entre 18-49 años, un incremento desde el episodio anterior.
El episodio recibió críticas positivas. Rowan Kaiser de A. V. Club lo calificó con una A, el más alto de la noche y de la temporada. Le gustaron la historia, el humor y alabó la mejora en la serie en general resaltando el papel más gracioso de Bob.